# Сан Вито (Трапани)
Сан Вито (итал. San Vito) је насеље у Италији у округу Трапани, региону Сицилија.
Према процени из 2011. у насељу је живело 33 становника. Насеље се налази на надморској висини од 223 м.